# Brzanka Stoliczki
Brzanka Stoliczki (Pethia stoliczkana) – gatunek słodkowodnej ryby z rodziny karpiowatych (Cyprinidae).

## Występowanie
Gatunek szeroko rozprzestrzeniony w Azji Południowo-Wschodniej. Zasięg jego występowania obejmuje Nepal, Indie, Pakistan, Birmę, Bangladesz, Laos, Tajlandię i Cejlon. Żyje w rzekach i jeziorach.